# Anua keyensis
Anua keyensis là một loài bướm đêm trong họ Erebidae.